# 唐国安
唐国安（1858年10月27日—1913年8月2日），字国禄，号介臣，广东香山县唐家湾镇鸡山村（今属广东省珠海市）人，清末民初教育家、外交家，清华学校首任校长。

## 生平
唐国安出生于1858年，少时读私塾，作为第二批中国留美幼童前往美国康涅狄格州哈特福德市新不列颠中学，后考入耶鲁大学法律系，1881年因清政府终止留学而肄业回国，先后任教于上海梵王渡约翰书院等地。1908年作为翻译员，随同军机大臣毓朗在厦门迎接美国太平洋舰队。1909年作为中国政府代表团专员代表参加在上海举行的首届万国禁烟会议。
由庚子赔款还款建立的游美学务处建立后，任会办。1910年任外务部考工司主事，1911年兼任清华学堂副监督，1912年任清华学堂监督，5月，清华学堂改办清华学校，7月27日，正式任命为校长，在任期间选派大批学生赴美留学。1913年8月逝世。

## 纪念馆
位于广东珠海市唐家湾镇鸡山村的唐国安纪念馆于2011年3月19日举行开馆典礼。